# 深田あき
深田 あき（ふかだ あき、1983年12月15日- ）は日本の元女優。本名は深田 燁子（ふかだ あきこ）。東京都出身。血液型はA型。元アミューズ所属。

## 来歴・人物
親の仕事の都合でパキスタン、スイスと海外での生活を送り、中学2年の2学期よりアルザス成城学園中等部に編入。同高等部卒業後に帰国し、成城大学文芸学部マスコミュニケーション学科に進学。英語とフランス語に堪能。大学在学中に受けたミュージカル『ふたり』のオーディションに合格し、芸能界デビュー。デビュー当初は本名で活動し、のちに改名した。
2008年末に結婚を機に芸能界を引退した。

## 主な出演作品

### テレビドラマ
- ほんとにあった怖い話・第1シリーズ（2004年1月-3月、フジテレビ系）第2回「最期の声」 - 愛子 役(主演)（深田燁子名義[2]）
- 広島 昭和20年8月6日（2005年8月、TBS系） - 金田美花 役
- 花より男子（2005年10月-12月、TBS系） - 鮎原えりか 役
- アテンションプリーズ（2006年4月-6月、フジテレビ系）
- のだめカンタービレ（2006年10月-12月、フジテレビ系） - 井上由貴 役
- 花より男子2 （2007年1月-3月、TBS系）- 鮎原えりか 役
- のだめカンタービレ in ヨーロッパ（2008年1月、フジテレビ系） - 井上由貴 役

### その他テレビ番組
- 和あるど2時間スペシャル（2005年、BShi） - ナビゲーター
- LOVE RECORDS（スカイパーフェクTV!）

### 映画
- 恋空（2007年公開、東宝、今井夏木監督） - 田原さおり 役
- 1303号室（2007年公開、角川映画、及川中監督) - 緑川沙弥香 役
- 花より男子F（2008年公開、TBS=東宝、石井康晴監督） - 鮎原えりか 役

### CM
- 東芝 au携帯電話「W21T」（共演：田中圭）

### ミュージックビデオ
- Full Of Harmony「YOU&I」

### 舞台
- アミューズ創立25周年記念企画ミュージカル「FUTARI -ふたり-」（2003年8月18日 - 24日、2004年8月1日 - 15日(東京)、19日 - 21日(大阪)、赤川次郎原作・松村武脚本・平光琢也演出） - 北尾千津子 役（深田燁子名義）
- 「革命の林檎」（2004年12月22日 - 29日、宋英徳作・平光琢也演出） - 絹代 役